# Jeruzsálemi Hészükhiosz
Jeruzsálemi Hészükhiosz (ógörögül: Ἡσύχιος, latinul: Hesychius), (? – 433?) szerzetes, ókeresztény író.
Szerzetes volt, majd körülbelül 412-ben pappá szentelték. Exegétaként is működött, írásaiban az alexandriai teológiai iskola allegorikus irányzatát követte. Állítólag az egész Szentírás magyarázta. Teológiáját teljesen a Bibliára építette fel, és bizalmatlan volt a filozófiai spekulácókkal szemben. Krisztológiájában Alexandriai Szent Cirillt követte, bár terminológiáját nem vette át, és közel került a monofizitizmushoz is. Az eredendő bűn tanának történetére nézve jelentős tanú.
Hészükhiosz gazdag irodalmi hagyatékából a következő művek ismertek:
- Kommentár a Leviticushoz – Szent Jeromos latin nyelvű fordításában
- 24 homilia Jób könyvének 1–20. fejezeteihez
- Glosszák Ézsaiás könyvéhez
- Glosszák a Zsoltárok könyvéhez
- Kommentár a Zsoltárok könyvéhez (I.) – a nagy műből csak részletek maradtak fenn
- Kommentár a Zsoltárok könyvéhez (II.) – közepes terjedelmű alkotás, valószínűleg szintén Hészükhiosz tollából
- Glosszák az Ó- és újszövetség 13 himnuszához
- Szentbeszédek
- egyéb kiadatlan, részben kétes hitelességű, vagy tévesen Hészükhiosz neve alatt fennmaradt írások